# Ruispiri
Ruispiri (gruz. რუისპირი) – wieś w Gruzji, w regionie Kachetia, w gminie Telawi. W 2014 roku liczyła 2297 mieszkańców.

## Urodzeni
- Zakaria Czchubianiszwili